# Maria Hardouin
Maria Hardouin dei duchi di Gallese D'Annunzio, principessa consorte di Montenevoso (Roma, 30 gennaio 1864 – Gardone Riviera, 18 gennaio 1954), è stata una nobile italiana, prima e unica moglie di Gabriele D'Annunzio.

## Biografia
Figlia del duca Giulio Hardouin di Gallese e Natalia Lezzani, conobbe il poeta nel 1883. La relazione venne osteggiata dalla famiglia di lei, per la differenza di classe tra i due. D'Annunzio continuò a frequentare Maria di nascosto,  fino al "peccato di maggio" e alla fuga dei due a Firenze, di cui parlarono i giornali. 

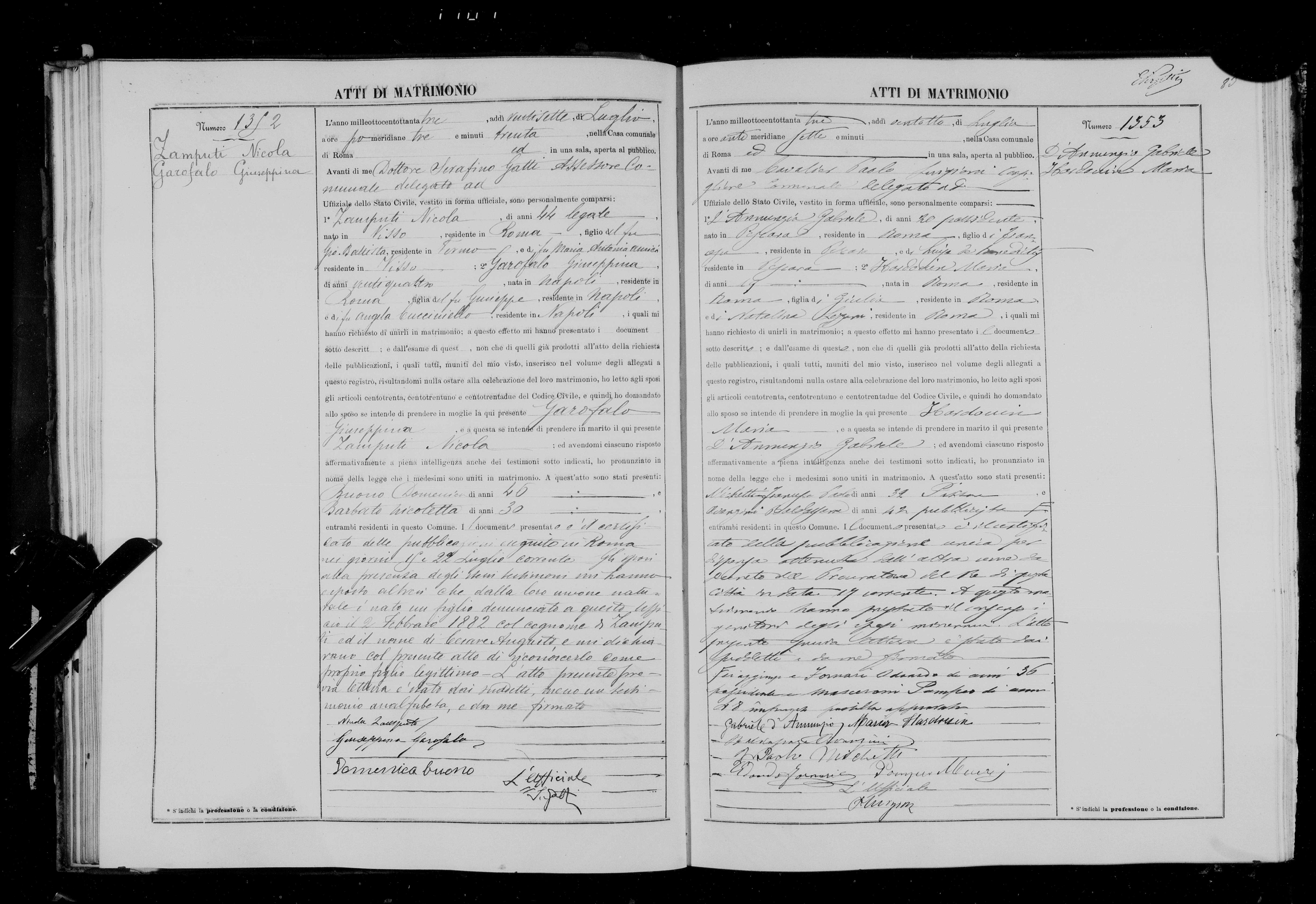
Atto di matrimonio di Gabriele D'Annunzio e Maria Hardouin, avvenuto a Roma il 28 luglio 1883

La situazione compromessa di Maria, incinta, costrinse il padre ad acconsentire ad un matrimonio riparatore. Dal matrimonio, celebrato nella cappella di Palazzo Altemps a Roma il 28 luglio dello stesso anno, in assenza del padre di lei e della famiglia di d'Annunzio, sono nati tre figli maschi:
- Mario, il primogenito, nato a Pescara (1884-1964);
- Gabriellino;
- Ugo Veniero.

Dopo i primi anni trascorsi in Abruzzo, la coppia ritorna a Roma, grazie ai buoni uffici della suocera Natalia di Gallese, che trova a D'Annunzio un impiego come redattore. Il poeta va ad abitare in una casa modesta, però si concede lussi costosi e intraprende nuove relazioni amorose, iniziando a fare debiti. Nel 1890 Maria si separò di fatto dal coniuge e, allo scopo di preservare parte del patrimonio familiare, presentò domanda di separazione quattro anni più tardi. In seguito si trasferì a Parigi dove ebbe modo di frequentare il poeta Robert de Montesquiou. Nonostante i ripetuti tradimenti, rimase sempre legalmente sposata a D'Annunzio, con cui mantenne buoni rapporti.
Al termine della prima guerra mondiale si trasferì a Gardone Riviera, nella Villa Mirabella, inserita nel comprensorio del Vittoriale, la cittadella monumentale del Vate; ebbe il titolo di Principessa di Montenevoso, dopo la nomina di D'Annunzio a questo titolo nobiliare; nel 1938 morì il marito, lasciando la villa allo Stato italiano; nel 1945 morirono entrambi i figli Gabriellino, malato da tempo, e Ugo Veniero. L'unico figlio superstite fu il primogenito Mario, Principe di Montenevoso, che morì nel 1964. Maria D'Annunzio morì invece novantenne il 18 gennaio 1954. Fu sepolta nel Vittoriale presso la Piazzetta Dalmata, nel parterre sotto le Torri degli archivi: i suoi cani preferiti sono sepolti nei giardini del Vittoriale.